# Zofia Branicka
Zofia z Branickich Potocka (ur. 11 stycznia 1790 w Warszawie, zm. 6 stycznia 1879 w Krzeszowicach) – polska szlachcianka, filantropka.

## Życiorys
Pochodziła z rodu Branickich, była córką Franciszka Ksawerego i Aleksandry (mniemanej córki Katarzyny Wielkiej). Z małżeństwa z Arturem Potockim zawartego w 1816 urodziła syna, Adama Potockiego.
Była miłośniczką sztuki, kolekcjonowała m.in. malarstwo włoskie. Od 1823 mieszkała w Krakowie, gdzie w swoim pałacu założyła teatr. Po śmierci męża w 1832 zwróciła się do pracy charytatywnej, często przekazując darowizny na cele charytatywne i przekazując stypendia. Była działaczką Arcybractwa Miłosierdzia i Towarzystwa Dobroczynności. Założyła szpital i schronisko dla biednych w Krzeszowicach i nazwała go imieniem męża Artura Potockiego. W Krzeszowicach w 1844 r. sfinansowała budowę kościoła według projektu architekta Karla Friedricha Schinkla. Patronowała akcji niesienia pomocy rannym w powstaniu styczniowym. Była inicjatorką przebudowy kaplicy Świętego Leonarda na Wawelu, fundatorką kaplicy Potockich w katedrze wawelskiej oraz założycielką Biura Ratunkowego dla niesienia pomocy pogorzelcom w pałacu „Pod Baranami”.
Została pochowana w Krzeszowicach 9 stycznia 1879.